# Whitehall (Wisconsin)
Pour les articles homonymes, voir Whitehall (homonymie).
La ville de Whitehall est le siège du comté de Trempealeau, dans le Wisconsin, aux États-Unis.